# Polisplenia
La polisplenia (conosciuta anche con il nome di malattia di Chaudhrey) è una malattia congenita che rientra nell'ambito dei disordini eterotassici e si caratterizza per la presenza di piccole milze accessorie, piuttosto che una singola milza di grandezza naturale. La malattia è frequente in soggetti con difetti della lateralità (sviluppo embrionale caratterizzato da mancata formazione corretta dell'asse destra-sinistra) e in particolare in coloro che sono affetti da bilateralità sinistra. Talvolta la polisplenia si verifica da sola, ma spesso è accompagnata da altre anomalie dello sviluppo. Condizioni associate con la polisplenia includono disturbi gastrointestinali, come la malrotazione intestinale o l'atresia biliare, nonché anomalie cardiache, come la destrocardia. Nella sindrome da polisplenia sono state spesso descritte anomalie del pancreas, in particolare pancreas anulare e agenesia del pancreas.
La polisplenia è stata descritta principalmente nei bambini, per le gravi malformazioni anatomiche correlate a difetti cardiaci o atresia biliare. Solo i soggetti con lievi anomalie anatomiche sopravvivono fino all'età adulta. In genere le anomalie citate sono infatti una frequente causa di morte nei primi mesi di vita neonatale.

## Eziologia
Una precisa eziologia della polisplenia è a tutt'oggi sconosciuta. In letteratura scientifica sono stati implicati come fattori causali della polisplenia sia componenti embrionali, sia genetiche e teratogene.

## Diagnosi
Nei bambini il disturbo è diagnosticato per le gravi malformazioni anatomiche cui si associa, e in particolare i difetti cardiaci o delle vie biliari. Negli adulti con malformazioni minori, il disturbo può essere scoperto incidentalmente dopo esecuzione di un'ecografia addominale o di una tomografia assiale computerizzata (TAC) eseguita per altre cause.

## Condizioni correlate
Vi sono frequenti difetti congeniti correlati alle deviazioni nello sviluppo e alle asimmetrie anatomiche nei primi stadi embrionali. Queste condizioni, considerate nel loro insieme, prendono il nome di "sindrome polisplenica".
Condizioni associate comprendono la sindrome eterotassica, il situs ambiguus, la malposizione della papilla duodenale maggiore e la malrotazione intestinale, il situs inversus, l'atresia delle vie biliari e diverse altre malformazioni cardiache. Le condizioni cardiovascolari correlate comprendono la destrocardia, il situs ambiguus atriale, l'inversione ventricolare e la concordanza atrio ventricolare con aorta posteriore sinistra, la coartazione aortica.
Sono inoltre possibili svariate anomalie vascolari.
Anche se presenti, le piccole milze multiple sono spesso funzionalmente inefficaci; questa situazione viene definita "asplenia funzionale".